# سندهيل رامامورثي
سندهيل رامامورثي (بالتاميلية: செந்தில் ராமமூர்த்த)‏ ممثل أمريكي من مواليد 17 مايو 1974 في مدينة شيكاغو بولاية إلينوي اشتهر بدوره في مسلسل الأبطال.

## روابط خارجية
- سندهيل رامامورثي على موقع IMDb (الإنجليزية)
- سندهيل رامامورثي على موقع روتن توميتوز (الإنجليزية)
- سندهيل رامامورثي على موقع ألو سيني (الفرنسية)
- سندهيل رامامورثي على موقع أول موفي (الإنجليزية)
- سندهيل رامامورثي على موقع إن إن دي بي (الإنجليزية)
- سندهيل رامامورثي على موقع قاعدة بيانات الفيلم (الإنجليزية)
- سندهيل رامامورثي على موقع كينوبويسك (الروسية)